# Pedro Dorronsoro
Pedro José Dorronsoro González (Torrelavega, Cantabria, España, 12 de mayo de 1977) es un exfutbolista español. Fue el portero menos goleado de la historia de la U. D. Melilla, también uno de los mejores jugadores del club. En la temporada 2011-12 fue nombrado mejor portero de la Segunda División B. Tras jugar un año en el CD Tropezón, se convirtió en el nuevo segundo entrenador del equipo, abandonando el fútbol profesional.

## Selección autonómica
Fue convocado por la selección de fútbol de Cantabria. Disputó el partido que enfrentó a Cantabria y Estonia en El Sardinero el 23 de diciembre de 2000 y que ganó Estonia por 0-1.

## Clubes
| Club                      | País   | Año       |
| ------------------------- | ------ | --------- |
| Gimnástica de Torrelavega | España | 1999-2000 |
| Real Oviedo               | España | 2000-2003 |
| Barakaldo CF              | España | 2003-2004 |
| Xerez CD                  | España | 2004-2005 |
| Logroñés CF               | España | 2005-2007 |
| UD Melilla                | España | 2007-2013 |
| CD Tropezón               | España | 2013-2014 |

- Datos: Q6068616